# لیلتون (بازیکن فوتبال)
لیلتون (به پرتغالی: Leílton Silva dos Santos) مدافع اهل برزیل است که در شهر Itabuna و در تاریخ ۷ مارس ۱۹۸۲ به دنیا آمده‌است.
لیلتون در تیم‌های فوتبال Vitória سابقهٔ حضور دارد.